# Лагванта
Лагванта (груз. ლაგვანთა) — село в Грузии, на территории Онского муниципалитета края (мхаре) Рача-Лечхуми и Нижняя Сванетия.

## География
Село находится в северной части Грузии, на берегах реки Сакауры, вблизи места впадения её в реку Риони, на расстоянии приблизительно 1 километра (по прямой) к северу от города Они, административного центра муниципалитета. Абсолютная высота — 852 метра над уровнем моря.

## Население
По результатам официальной переписи населения 2014 года, в Лагванте проживало 72 человека (36 мужчин и 36 женщин). В национальной структуре населения грузины составляли 100 %.
| Год  | Население, человек |
| ---- | ------------------ |
| 2002 | 79                 |
| 2014 | ↘ 72               |